# Alain Benjamin Rohan
Alain Benjamin Arthur Rohan (francouzsky Alain Benjamin Arthur de Rohan, 8. ledna 1853 Budapešť – 23. února 1914 Praha) byl šlechtic, voják, politik, od roku 1892 hlava rodu Rohanů.

## Život
Narodil se v Budapešti jako syn Arthura Rohana (syna Benjamina Rohana a synovce Kamila Rohana). Jeho sestra Marie Berta Rohanová (1868–1945) se sňatkem s madridským vévodou Karlem, karlistickým pretendentem španělského trůnu, titulární královnou manželkou Španělska, Francie a Navarry.
Vystudoval vídeňskou důstojnickou školu a žil jako voják z povolání u dragounů, v roce 1882 přešel do zálohy jako rytmistr 1. třídy.
V roce 1885 se oženil s Johanou z Auerspergu, se kterou měl šest dětí, čtyři dcery a dva syny:
- 1. Gabriela (18. 6. 1887 Albrechtsberg– 9. 5. 1917 Praha), svobodná a bezdětná[3]

- 2. Berta (5. 1. 1889 Praha – 9. 8. 1977), manž. 1920 Ottokar Picot de Peccaduc, baron z Herzogenbergu (7. 4. 1871 – 23. 5. 1965 Vídeň)[3]
- 3. Johana (16. 7. 1890 Sychrov – 15. 3. 1961 Vídeň), manž. 1922 hrabě Rudolf Colloredo-Mannsfeld (16. 8. 1876 Sierndorf – 21. 3. 1948 tamtéž)[3]
- 4. Alain (26. 7. 1893 Sychrov – 2. 9. 1976 Vídeň), manž. 1921 Margarethe ze Schönburg-Hartensteinu (14. 12. 1897 Vídeň – 30. 8. 1980 tamtéž)[3]
- 5. Marie Anna (26. 7. 1893 Sychrov – 20. 6. 1966 Vídeň), svobodná a bezdětná[3]
- 6. Karl Anton (9. ledna 1898 Albrechtsberg – 17. 3. 1975 Salcburk), manž. 1933 Marie Apponyiová (29. 9. 1899 Malinovo – 3. 6. 1967 Salcburk)[3]

V roce 1892 po smrti svého prastrýce Kamila Rohana převzal dědictví včetně rodového fideikomisu a sídelním zámkem na Sychrově, následujícího roku se stal členem panské sněmovny rakouské Říšské rady, kde se angažoval jako člen Strany ústavověrného velkostatku, za tuto stranu byl také v roce 1901 zvolen do Českého zemského sněmu, kde později zastával i funkci přednosty stranického klubu.